# Marina Viro
Marina Viro (Trieste, 11 gennaio 1963) è un'attrice italiana.

## Biografia
Marina Viro esordisce negli anni ottanta nel cinema con diversi ruoli da caratterista o comprimaria, affiancando attori noti, come Lino Banfi e Jerry Calà; inoltre si è occupata della conduzione di alcuni programmi, tra i quali quelli della fascia dedicata ai ragazzi. A partire dagli anni novanta si è dedicata maggiormente al piccolo schermo, interpretando sempre ruoli da caratterista in varie serie televisive e sceneggiati.
In seguito, a partire dagli anni duemila, ha intrapreso la conduzione di alcune attività culturali per Rai Educational, e i suoi servizi vengono mandati in onda su Rai 3. Nel 2009 ha pubblicato un romanzo dal titolo Ultima spiaggia.

## Filmografia

### Cinema
- Chewingum, regia di Biagio Proietti (1984)
- Blues metropolitano, regia di Salvatore Piscicelli (1985)
- Bellifreschi, regia di Enrico Oldoini (1987)
- Delitti e profumi, regia di Vittorio De Sisti (1988)
- La più bella del reame, regia di Cesare Ferrario (1989)
- Casablanca Express, regia di Sergio Martino (1989)
- Il ritorno del grande amico, regia di Giorgio Molteni (1989)
- Ladri di futuro, regia di Enzo Decaro (1991)
- Klon, regia di Lino Del Fra (1993)
- L'odore della notte, regia di Claudio Caligari (1998)
- Noi due, regia di Enzo Papetti (2007)
- Ex, regia di Fausto Brizzi (2009)
- È stata la mano di Dio, regia di Paolo Sorrentino (2021)

### Televisione
- Yesterday - Vacanze al mare, regia di Claudio Risi – miniserie TV (1985)
- Tutti in palestra, regia di Vittorio De Sisti – miniserie TV (1987)
- Professione vacanze, regia di Vittorio De Sisti – miniserie TV (1987)
- Il maestro del terrore, regia di Lamberto Bava – film TV (1988)
- Classe di ferro – serie TV (1989)
- Chiara e gli altri – serie TV, episodio 2x11 (1991)
- Il coraggio di Anna, regia di Giorgio Capitani – miniserie TV (1992)
- Il maresciallo Rocca – serie TV, episodio 1x01 (1996)
- Mamma per caso, regia di Sergio Martino – miniserie TV (1997)
- Un posto al sole – soap opera (1998-1999)
- A due passi dal cielo, regia di Sergio Martino – film TV (1999)
- Turbo – serie TV (2000)
- Il cielo tra le mani, regia di Sergio Martino – film TV (2000)
- L'ultimo rigore, regia di Sergio Martino – miniserie TV (2002)
- Diritto di difesa – serie TV, episodio 1x09 (2004)
- The New Pope – serie TV (2020)
- Noi – serie TV, episodi 1x09-1x11 (2022)

### Cortometraggi
- Naufraghi, regia di Federica Pontremoli (2004)
- Novembre, regia di Roberto Scarpetti (2007)
- Strani amori, regia di Roberto Scarpetti (2008)